# FC Amkar Perm
El FC Amkar Perm (en ruso: Футбо́льный клуб "Амка́р" Пермь) es un club de fútbol de Perm, Rusia actualmente refundado en la Liga de Fútbol Profesional de Rusia, tercera división en el futbol ruso. Fue fundado como un equipo de la Fábrica de abonos minerales de Perm en 1994. El nombre del equipo provenía de las palabras "ammiak" (amoníaco) y "karbamid" (urea), la productos principales de esta fábrica.
El equipo logró el 8.º puesto en la Liga Premier en 2007 y en 2008 alcanzó la final de la Copa de Rusia, pero perdió la serie de penaltis con el CSKA Moscú.
El 13 de junio de 2018, el club no obtuvo la licencia para jugar en las dos primeras categorías del fútbol ruso. Unos días más tarde, el 18 de junio, el club anunció su desaparición por problemas económicos.

## Uniforme
- Uniforme titular: Camiseta roja con rayas negras, pantalón blanco y medias rojas.
- Uniforme alternativo: Camiseta, pantalón y medias blancas.

## Estadio
El Estadio Zvezda fue construido en 1969. Está situado en la ciudad rusa de Perm. Tiene una capacidad para 20.000 espectadores, todos ellos sentados.

## Jugadores

### Más Apariciones
| Nombre                  | Partidos |
| ----------------------- | -------- |
| 1 Aleksei Popov         | 424      |
| 2 Konstantin Paramonov  | 337      |
| 3 Zahari Sirakov        | 278      |
| 4 Georgi Peev           | 234      |
| 5 Sergei Volkov         | 215      |
| 6 Dmitri Belorukov      | 197      |
| 7 Ivan Cherenchikov     | 190      |
| 8 Yevgeni Yarkov        | 190      |
| 9 Aleksandr Galeutdinov | 175      |
| 10 Igor Bakhtin         | 171      |
| 10 Konstantin Zyryanov  | 171      |
| 12 Oleg Fomenko         | 170      |
| 13 Vitali Grishin       | 168      |
| 14 Igor Uralyov         | 157      |
| 15 Stanislav Krasulin   | 154      |
| 16 Rustem Khuzin        | 152      |
| 17 Sergei Chebanov      | 146      |
| 18 Martin Kushev        | 134      |
| 19 Vyacheslav Donyi     | 128      |
| 20 Mitar Novaković      | 126      |

### Más Goles
| Nombre                  | Goles |
| ----------------------- | ----- |
| 1 Konstantin Paramonov  | 170   |
| 2 Konstantin Zyryanov   | 48    |
| 3 Georgi Peev           | 41    |
| 4 Martin Kushev         | 36    |
| 5 Aleksandr Galeutdinov | 29    |
| 6 Lev Matveyev          | 21    |
| 7 Sergei Chebanov       | 20    |
| 7 Sergei Volkov         | 20    |
| 9 Sergei Rybakov        | 18    |
| 10 Yuri Khairulin       | 18    |
| 11 Yevgeni Yarkov       | 16    |
| 12 Vadim Shpitalniy     | 14    |
| 13 Dmitri Belorukov     | 13    |
| 14 Igor Bakhtin         | 13    |
| 15 Aleksandr Shutov     | 13    |
| 16 Arslon Talipov       | 13    |
| 17 Aleksandr Katasonov  | 13    |
| 18 Airat Akhmetgaliev   | 11    |
| 19 Vitali Grishin       | 11    |
| 20 Aleksei Filippov     | 10    |
| 20 Nikita Burmistrov    | 10    |

## Entrenadores
- Sergei Oborin (1995-06)
- Rashid Rakhimov (2006–07)
- Miodrag Božović (2008)
- Dimitar Dimitrov (2009)
- Rashid Rakhimov (2009–11)
- Miodrag Božović (2011-12)
- Nikolai Trubachov (2012)
- Rustem Khuzin (2012-13)
- Stanislav Cherchesov (2013-14)
- Konstantin Paramonov (2014)
- Slavoljub Muslin (2014)
- Gadzhi Gadzhiyev (2014-2018)
- Vadim Evseev (2018)

## Palmarés

### Torneos nacionales
- Segunda División de Rusia (2): 1998 y 2003.

## Participación en competiciones de la UEFA
| Temporada | Torneo             | Ronda    | Rival  | Casa | Visita | Global |
| --------- | ------------------ | -------- | ------ | ---- | ------ | ------ |
| 2009–10   | UEFA Europa League | Play-off | Fulham | 1–0  | 1–3    | 2–3    |

## Récords
- Mayor victoria – 8–1 ante Magnitogorsk en 1995.
- Peor derrota – 0–6 ante Spartak Moscow en 2004
- Mayor victoria en la Liga Premier: Alania Vladikavkaz 5–1 (local, 2013); Dynamo Moscow 4–1 (local, 2005); Krylia Sovetov Samara 4–1 (local, 2007); Khimki 3–0 (visita, 2008); Volga Nizhny Novgorod 4–1 (local, 2012)
- Más apariciones en la Liga Premier – Zahari Sirakov – 233 partidos.
- Jugador más joven – Konstantin Zyryanov – 17 años 217 días, 10 de mayo de 1995, KAMAZ-2 Naberezhnye Chelny – Amkar 1–2.
- Jugador más viejo – Sergei Chebanov – 40 años 207 días, 7 de noviembre de 1999, Rubin Kazan – Amkar 0–0.
- Fuente:[4]

## Galería

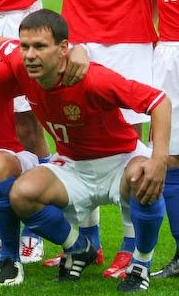
Konstantin Zyryanov fue el jugador más conocido del Perm
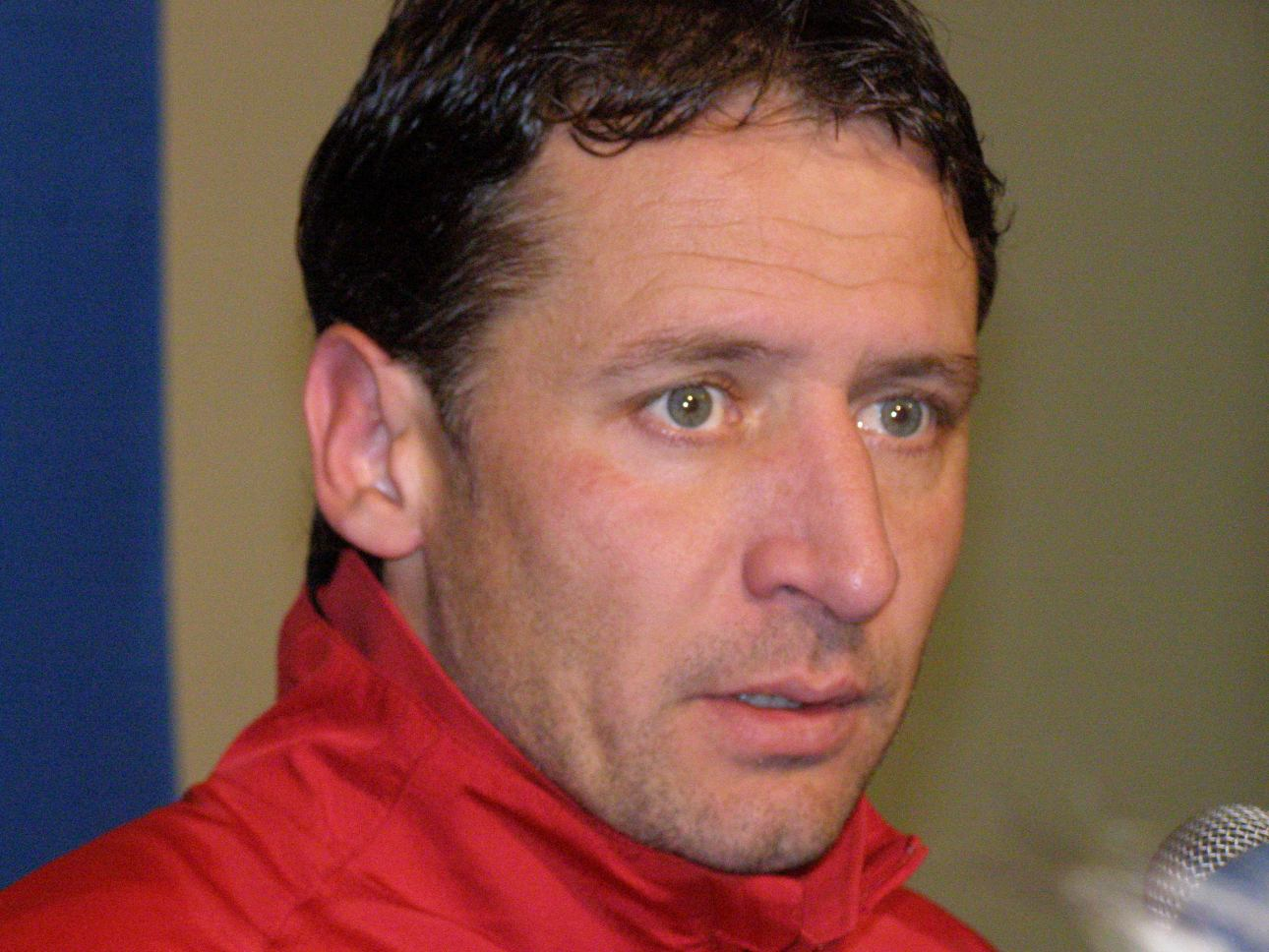
Martin Kushev fue el máximo goleador del Amkar en la Liga Premier con 36 goles
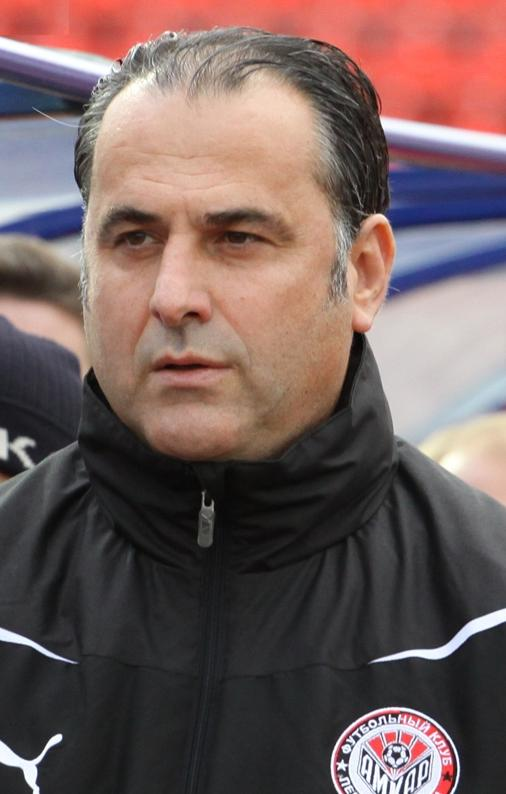
Miodrag Božović fue entrenador del club en 2008 y entre 2011–12
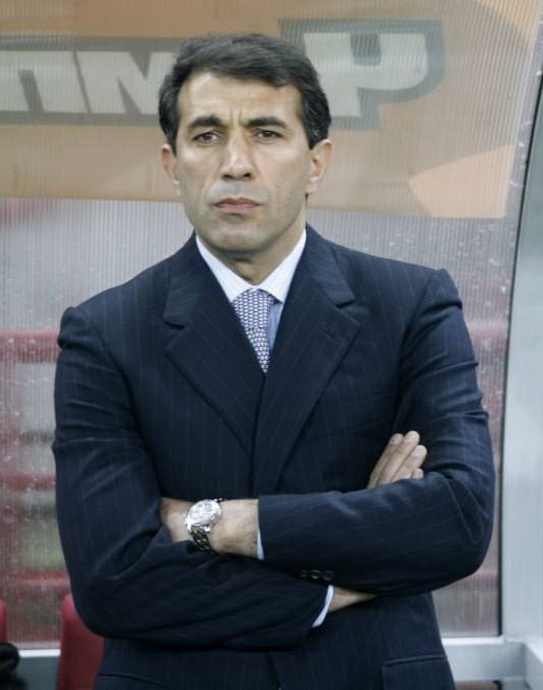
Rashid Rakhimov dirigió al equipo en 2006–2007 y 2009–2011
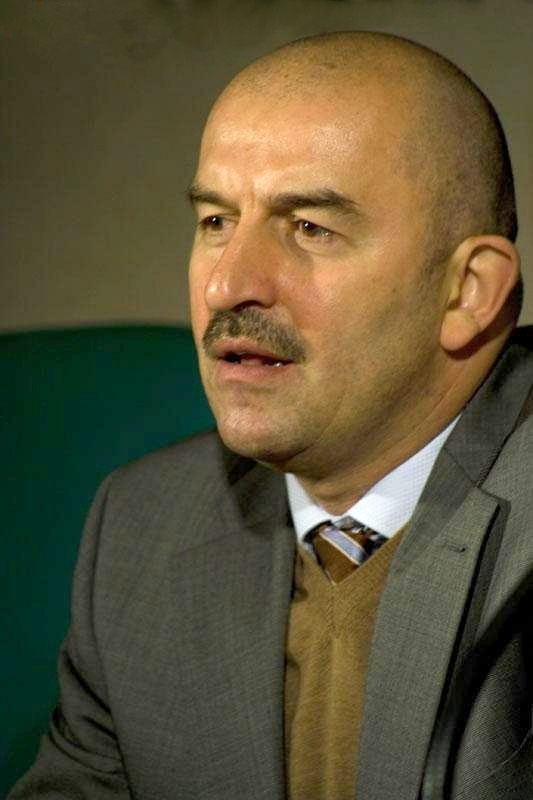
Stanislav Cherchesov dirigió al Amkar en la temporada 2013/14
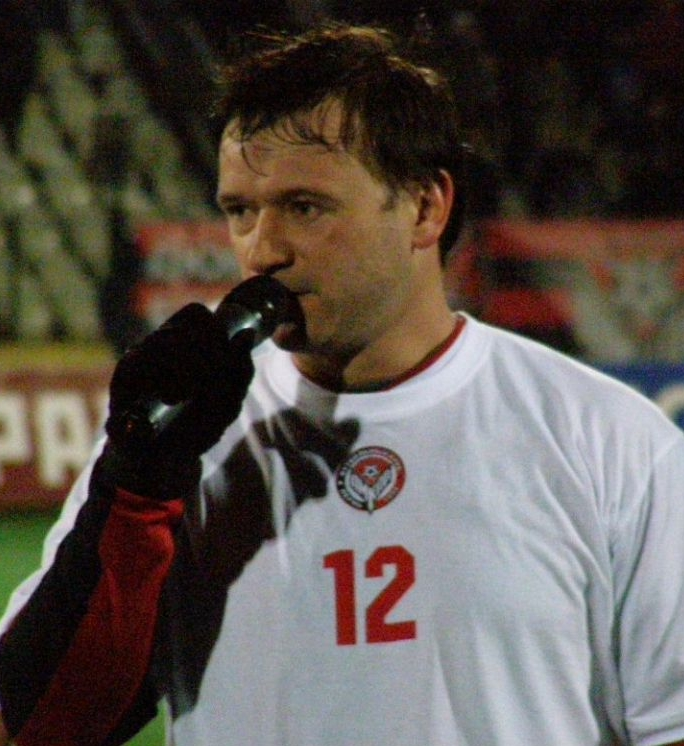
Konstantin Paramonov fue el mayor goleador en la historia del club con 170 goles
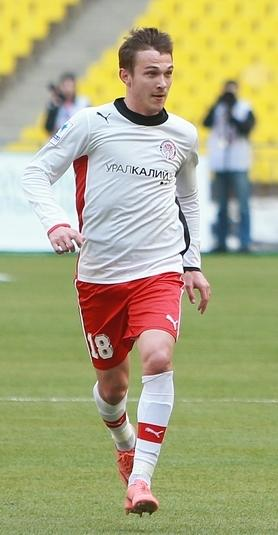
Nikita Burmistrov
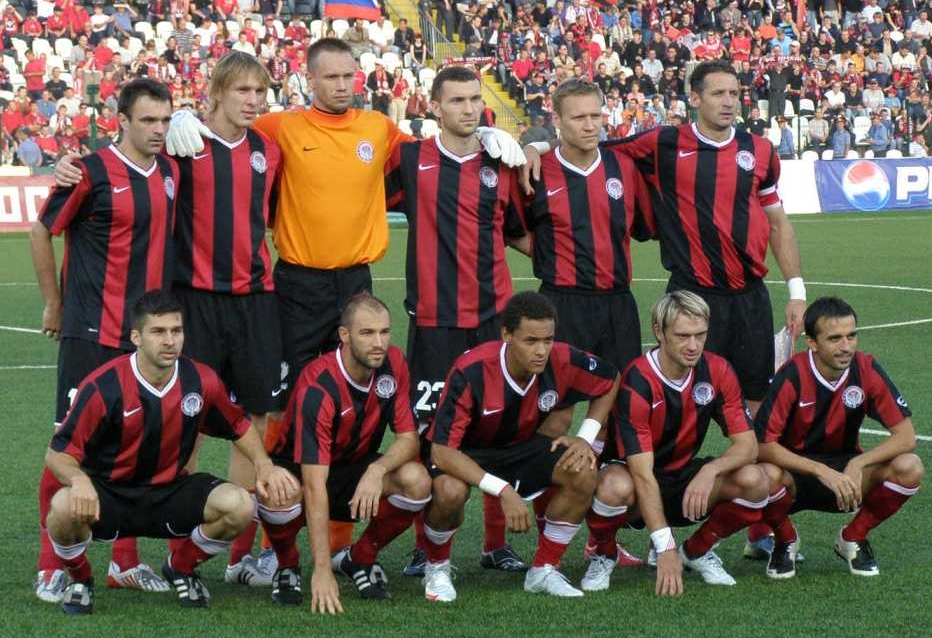
El Amkar en la Europa League 2009/10